# Vattenpolo vid medelhavsspelen 1983
Vattenpoloturneringen vid medelhavsspelen 1983 avgjordes i Casablanca i Marocko. Endast herrarnas vattenpoloturnering genomfördes. I herrarnas turnering tävlade åtta lag: Jugoslavien, Spanien, Italien, Frankrike, Grekland, Turkiet, Egypten och Malta. I det spanska silverlaget ingick Manel Estiarte som aldrig vann guld i medelhavsspelen under sin makalösa karriär.

## Medaljsummering
| Gren                          | Guld        | Silver  | Brons   |
| Herrarnas vattenpoloturnering | Jugoslavien | Spanien | Italien |

## Placeringar
| \| Pl. \| Lag \| \| --- \| ----------- \| \| \| Jugoslavien \| \| \| Spanien \| \| \| Italien \| \| 4. \| Frankrike \| \| 5. \| Grekland \| \| 6. \| Turkiet \| \| 7. \| Egypten \| \| 8. \| Malta \| |             |
| Pl. | Lag         |
| | Jugoslavien |
| | Spanien     |
| | Italien     |
| 4. | Frankrike   |
| 5. | Grekland    |
| 6. | Turkiet     |
| 7. | Egypten     |
| 8. | Malta       |